# カレフ・リータル

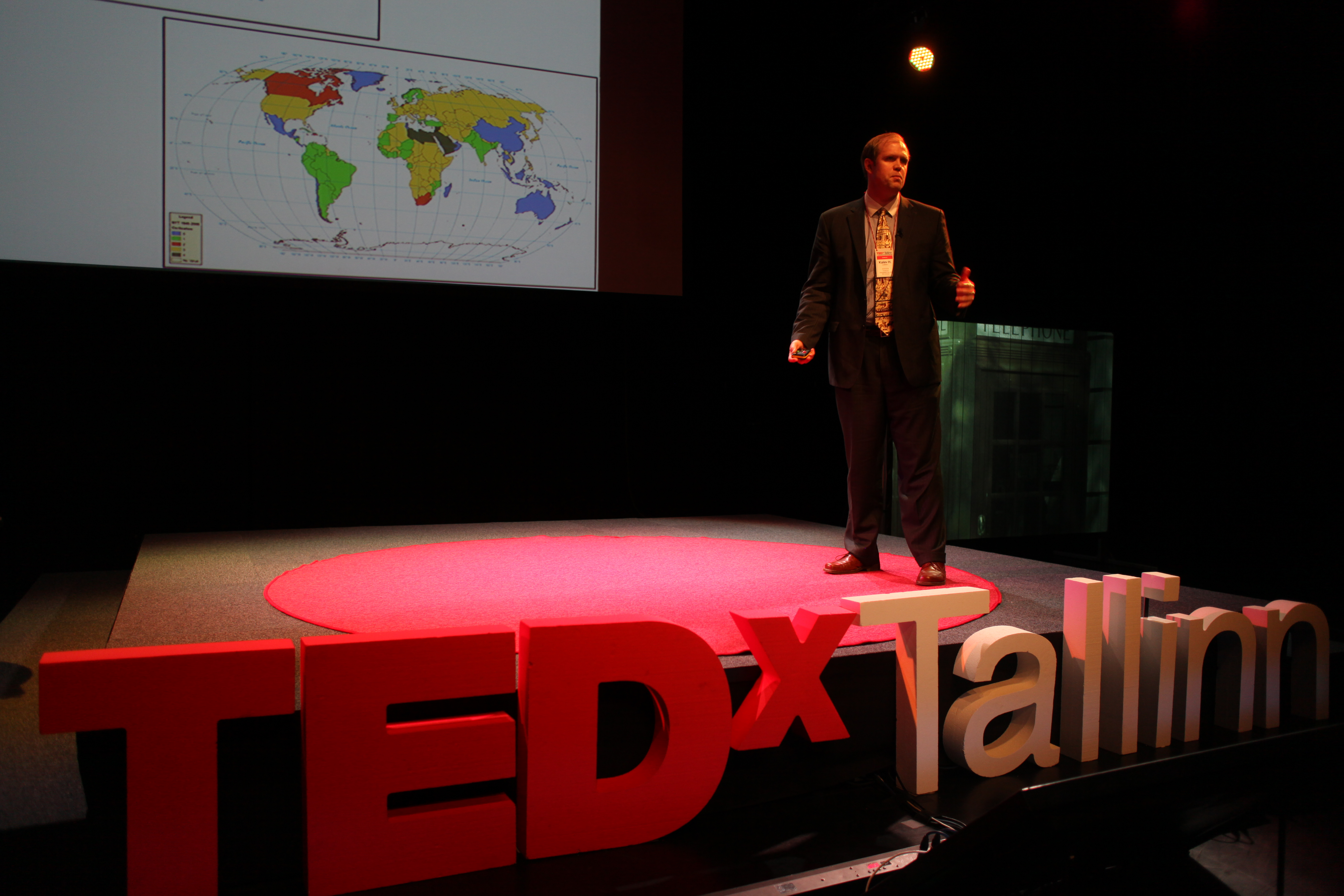
エストニアTEDxTallinn 2012で講演するリータル

カレフ・ハネス・リータル（Kalev Hannes Leetaru）は、アメリカのインターネット企業家、学者、ワシントンD.C.のジョージワシントン大学工学・応用科学部サイバー＆ホームランドセキュリティセンターのシニアフェロー。
ジョージタウン大学エドマンド・A・ウォルシュ外交大学院の外交研究所で国際価値、通信技術、グローバルインターネットを研究するヤフーの滞在研究者を経て、ジョージ・ワシントン大学へ移籍した。

## 経歴
ハネスとマリリン・リータルの間に生まれたカレフ・リータルは、1995年、まだ中学生の時にウェブ会社を共同設立した。彼の最初の製品は、ウェブオーサリングスイートだった（当時はまだWebサイトがHTMLに直接構築され、コンテンツ管理システム、JavaScript、CSSが広く使われていなかった時代であった）。
2000年、イリノイ大学アーバナ・シャンペーン校の学部生となったリータルは、同校の国立スーパーコンピュータ応用研究所に入所した。リータルの大学での学位論文は、イリノイ大学の詳細な歴史であり、イリノイ大学歴史プロジェクトの基礎となった。
同大学学部を卒業後、同大学国立スーパーコンピュータ応用研究所に勤務し、同大学人文・芸術・社会科学計算機研究所、同大学大学院図書館情報学研究科を歴任した。2013年、ジョージタウン大学エドマンド・A・ウォルシュ外交大学院の外交研究所にヤフーの滞在研究者として着任、2014年には同大学の非常勤助教に就任した。
リータルの研究は、ウィキペディア、ツイッター、地政学的事象の分析など、ビッグデータとネットワークの活用と予測への有用性に焦点を当てたものである。
フィリップ・シュロッドと共同でGlobal Database of Events, Language, and Tone (GDELT)を開発したことで最も良く知られている。現在、同データベースとその基礎となるコードのメンテナンスを行っている。

## マスコミへの寄稿・報道
リータルはフォーリン・ポリシー誌に寄稿しており、世界の現在の政治的な出来事について議論し、しばしばGDELTのデータを用いて分析を行っている。
シリコングラフィックス・インターナショナルがスポンサーとなった、リータルのウィキペディアの記事間の関係性の分析は、ニューヨーク・タイムズで取り上げられた。
また、ウォール・ストリート・ジャーナルでは、Twitterの利用に関する記事で引用されている。 ワシントン・ポストでは、GDELTに関連して引用され、外交問題の専門家として引用されている。